# Anomala sternitica
Anomala sternitica är en skalbaggsart som beskrevs av Ohaus 1936. Anomala sternitica ingår i släktet Anomala och familjen Rutelidae. Inga underarter finns listade i Catalogue of Life.